# Mors à aiguilles
Un mors à aiguilles est un mors dont le canon, généralement fin et brisé, possède deux grandes tiges latérales à ses extrémités, de manière que ces deux grandes tiges encadrent chaque côté de la bouche du cheval ou du poney qui le porte. 
Il augmente la précision des actions de main des cavaliers, lorsqu'ils utilisent leurs rênes. 

## Description

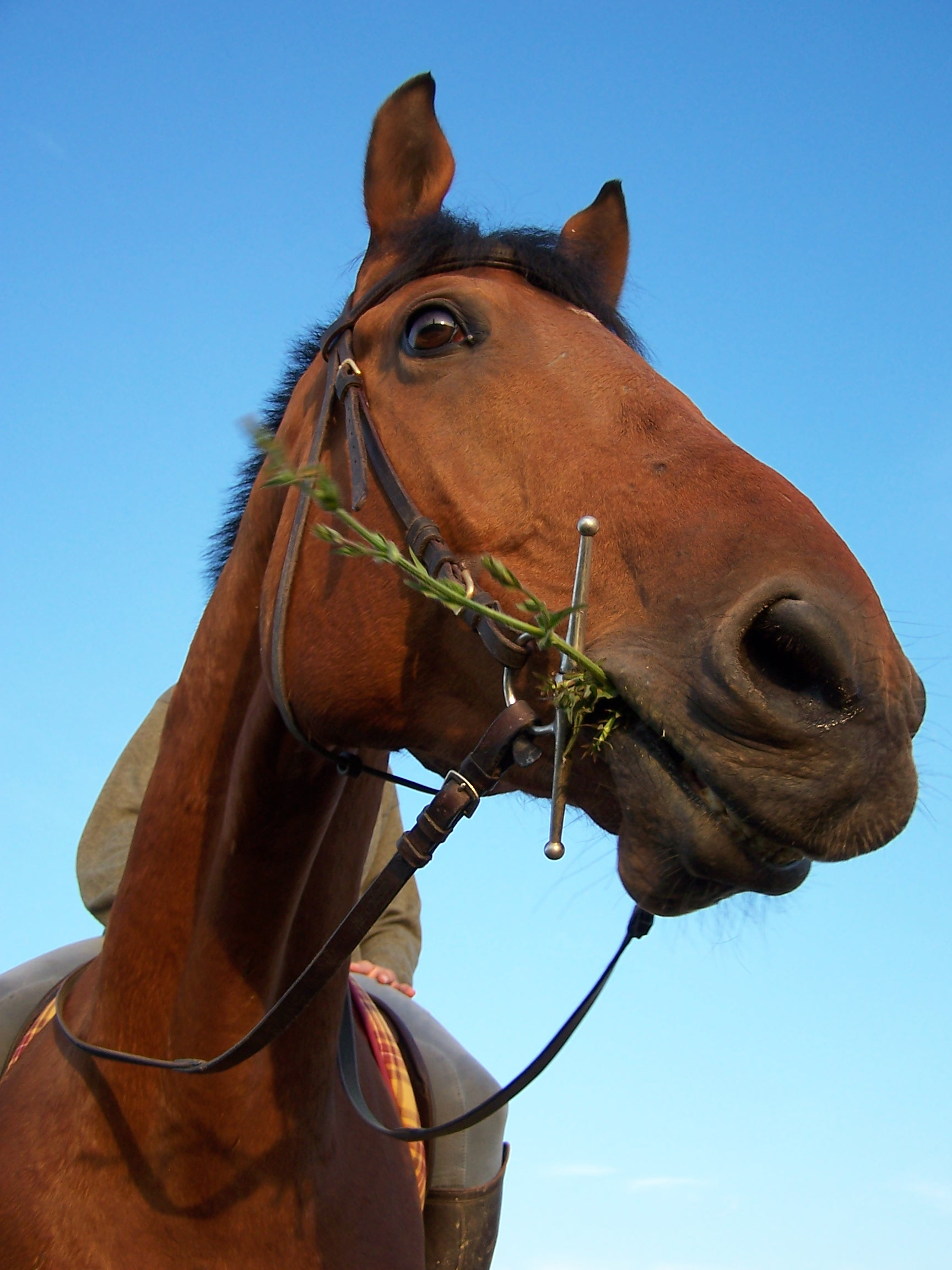
Mors à aiguilles mis en place dans la bouche d'un cheval et monté sur un filet.

Le mors à aiguilles se maintient en place dans la bouche grâce à la présence des aiguilles, et évite donc que le mors sorte de la bouche du cheval, par exemple s'il tourne très mal ou s'il a tendance à embarquer,,. 
C'est un mors plus sévère que le mors simple, aussi il ne correspond pas aux chevaux qui ne supporteraient pas de se sentir coincés ou canalisés par les aiguilles. De plus, il n'incite pas le cheval à la décontraction en venant se poser sur le mors. 
Il a le défaut de pouvoir se coincer au niveau des aiguilles en cas de mouvement brusque de la tête du cheval, par exemple dans un vêtement lors de travail à pieds.

## Usages
Il est parfois utilisé pour le débourrage des jeunes chevaux. Il peut aussi être utilisé lors de travail à la longe,, et plus largement pour du travail à pieds, tel que l'apprentissage du coucher.

## Histoire

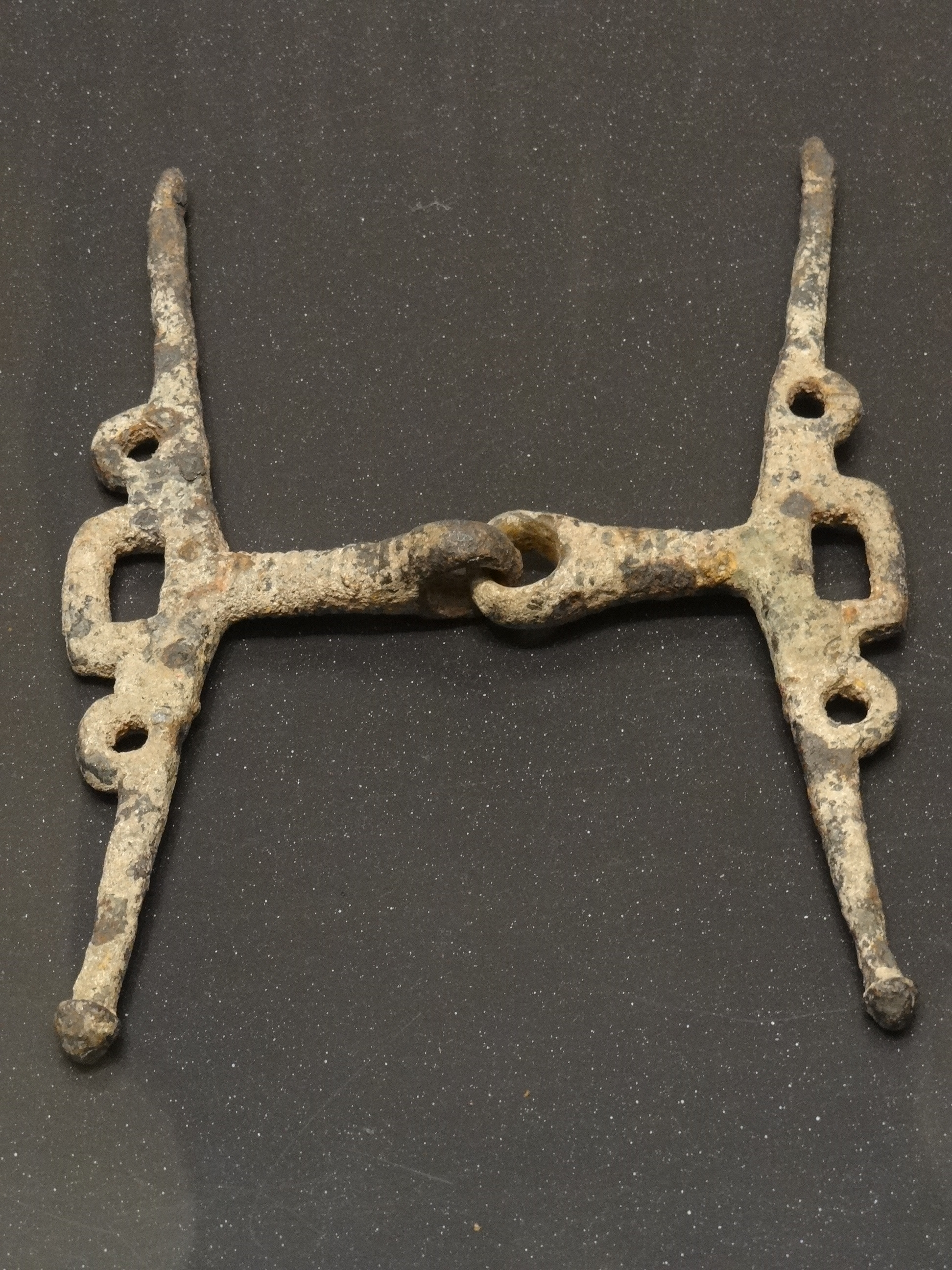
Mors brisé en bronze, avec les montants latéraux perforés, datant de l'Âge du fer.

D'après J. Werner, les mors à aiguilles ont existé de la protohistoire jusqu'à nos jours.
Le mors à aiguilles est connu de la cavalerie romaine d'Orient à partir du milieu du Ve siècle, car la grande majorité des mors découverts sur le site archéologique de Caricin Grad en sont. 
Les proto-byzantins améliorent ce mors au cours du siècle suivant. 
Les Khazars l'utilisent, d'après une tombe du IXe siècle. Le mors à aiguilles est aussi présent au Tibet au XVIIe siècle.
C'est au début du XXIe siècle l'un des mors les plus couramment rencontrés en équitation à l'anglaise.